# Кундрави
Кундрави (рос. Кундравы) — село у Чебаркульському районі Челябінської області Російської Федерації.
Входить до складу муніципального утворення Кундравинське сільське поселення. Населення становить 2629 осіб (2010).

## Історія
Від 1935 року належить до Чебаркульського району Челябінської області.
Згідно із законом від 16 листопада 2004 року органом місцевого самоврядування є Кундравинське сільське поселення.

## Населення
| 2002 | 2010  |
| ---- | ----- |
| 2543 | ↗2629 |

## Персоналії
- Герасимов Сергій Аполлінарійович (1906—1985) — радянський кінорежисер, сценарист, актор і педагог.